# Óčko Expres
Óčko Expres es un canal de televisión privado checo de temática musical, perteneciente a MAFRA. Su programación se centra en la música moderna.

## Historia
MAFRA, empresa propietaria de Óčko, quería lanzar un tercer canal. Se presentaron dos opciones para la denominación del canal: Óčko 3 y Óčko Expres, siendo Óčko Expres la elegida por MAFRA.
Desde 2019 Óčko Expres emite en HD.